# Ваља Ступиниј (Прахова)
Ваља Ступиниј (рум. Valea Stupinii) насеље је у Румунији у округу Прахова у општини Посешти. Oпштина се налази на надморској висини од 474 m.

## Становништво
Према подацима из 2002. године у насељу је живело 265 становника, од којих су сви румунске националности.